# Турен, Пер
Пер Туре́н (швед. Per Thorén; 26 января 1885, Стокгольм, Швеция — 5 января 1962, там же) — шведский фигурист, бронзовый призёр Олимпиады 1908 года, серебряный (1909) и бронзовый (1905) призёр чемпионатов мира, чемпион Европы (1911), бронзовый призёр чемпионатов Европы (1906, 1909, 1910), двукратный чемпион Швеции (1905, 1907) и серебряный призёр чемпионатов Швеции (1904, 1906, 1908) в мужском одиночном катании. Двукратный чемпион Швеции в парном катании (в 1912 году с Эльной Монтгомери, в 1913 году с Элли Свенссон).
В 1913 году принял участие в чемпионате мира по фигурному катанию, выступая в парном разряде с Элли Свенссон. Пара заняла пятое место.

## Спортивные достижения

### Мужчины
| Соревнования/Сезоны | 1904 | 1905 | 1906 | 1907 | 1908 | 1909 | 1910 | 1911 |
| ------------------- | ---- | ---- | ---- | ---- | ---- | ---- | ---- | ---- |
| Зимние Олимпиады    |      |      |      |      | 3    |      |      |      |
| Чемпионаты мира     |      | 3    | 5    | 4    |      | 2    | 4    |      |
| Чемпионаты Европы   |      |      | 3    | 4    |      | 3    | 3    | 1    |
| Чемпионаты Швеции   | 2    | 1    | 2    | 1    | 2    |      |      |      |

### Пары
(с Элли Свенссон)
| Соревнования/Сезоны | 1913 |
| ------------------- | ---- |
| Чемпионаты мира     | 5    |
| Чемпионаты Швеции   | 1    |

(с Эльной Монтгомери)
| Соревнования/Сезоны | 1912 |
| ------------------- | ---- |
| Чемпионаты Швеции   | 1    |